# 히구치역 (사이타마현)
히구치역(일본어: 樋口駅, ひぐちえき)은 일본 사이타마현 지치부군 나가토로정에 있는 지치부 철도 지치부 본선의 역이다.

## 역 구조
섬식 승강장 1면 2선의 구조로 통과선 1개를 갖는 지상역이고 업무 위탁역이다(관리역: 요리이역). 역무원 근무 시간은 평일의 월, 수, 금요일은 7:00 ~ 14:00, 평일의 화, 목요일은 10:00 ~ 17:00, 주말은 9:00 ~ 17:00이다. 역사는 플랫폼 상에 있다.

### 승강장
| 1 | ■ 지치부선 | 요리이・구마가야・교다시・하뉴 방면 |
| 2 | ■ 지치부선 | 나가토로・지치부・미쓰미네구치 방면 |

## 역 주변
- 국도 제140호선
- 사이타마현도 201호 이와타히구치 정차장선
- 아라카와강
  - 시라토리 다리
- 나가토로정립 나가토로 제2초등학교
- 노가미 시모고 석탑 - 국가 지정 사적
- 나카야마성터 - 1590년, 도요토미 히데요시 군의 공격으로 낙성했다.
- 도코지 - 나가토로나나쿠사 절의 하나
- 나가토로 밤의 마을

## 역사
- 1911년 9월 14일: 영업 개시.

## 인접역
| 지치부 철도 ■ 지치부 본선 | 지치부 철도 ■ 지치부 본선 | 지치부 철도 ■ 지치부 본선 |
| ------------------------- | ------------------------- | ------------------------- |
| 하구레 하뉴 방면          | 보통                      | 노가미 미쓰미네구치 방면  |